# Maurice Klippel
Maurice Klippel (Mulhouse, 30 maggio 1858 – Vevey, 20 luglio 1942) è stato un neurologo, psichiatra e scrittore francese.

## Biografia
Nacque nel 1858 a Mulhouse, nel dipartimento francese dell'Alto Reno; suo padre, Nicolas Eugène Klippel (1821-1904), era un medico. Maurice studiò medicina nell'ospedale universitario parigino della Salpêtrière, dove tra gli altri conobbe Joseph Babinski e svolse l'internato nel 1884. Laureatosi nel 1889 con una tesi sulle amiotrofie, fu dal 1890 al 1896 direttore di laboratorio dell'ospedale Sainte-Anne alla facoltà di medicina dell'Università di Parigi.
Abilitato alla funzione di medico ospedaliero nel 1896, fu tra i soci fondatori della Société de Neurologie de Paris nel 1899. Nel 1902 divenne direttore del dipartimento di medicina generale dell'ospedale Tenon, dove rimase fino al suo pensionamento nel 1924. Fu docente clinico alla facoltà di medicina di Parigi nel 1913. Fu insignito del grado di ufficiale della Legion d'onore nel 1929.
Maurice Klippel, oltre che per l'attività in ambito medico, si distinse anche per l'attività letteraria: scrisse un romanzo (Les fiancés d'Alexandrie, edito nel 1921) e scrisse componimenti poetici aventi come argomento la filosofia.
Nel 1933, allora presidente della società dei Discepoli di Ippocrate, Klippel fondò, con il professor Maxime Laignel-Lavastine, la rivista scientifica Hippocrate, definita "rivista dell'umanesimo medico", che restò poi attiva per 18 anni.

## Eponimi
Vari segni clinici o condizioni patologiche prendono il nome da Maurice Klippel:
- Sindrome di Klippel: è una polinevrite a decorso rapido, che si associa a turbe psichiche (sindrome di Korsakoff) e a cirrosi epatica
- Sindrome di Klippel-Feldstein: è un'ipertrofia ereditaria della volta cranica non accompagnata da problemi cognitivi e funzionali evidenti[5]
- Malattia di Klippel (o di Klippel-Lhermitte): forma di aterosclerosi cerebrale diffusa a esordio in età avanzata
- Segno di Klippel-Feil: è la fusione congenita delle vertebre cervicali, dovuta ad un difetto nella segmentazione dei somiti dell'area cervicale durante l'embriogenesi[6]
- Sindrome di Klippel-Feil: patologia multisistemica che consiste nella fusione tra loro di due o più vertebre cervicali, atassia e, in alcuni casi, strabismo e scoliosi
- Sindrome di Klippel-Trénaunay-Weber, altro nome della sindrome angio-osteoipertrofica

## Pubblicazioni (elenco parziale)
- (FR) Des amyotrophies dans les maladies générales chroniques et de leurs relations avec les lésions des nerfs périphériques, [Thèse de Médecine n°177, Faculté de médecine de Paris, 1889], Parigi, 1889.
- (FR) De la pseudoparalysie générale arthritique, in Revue de médecine, vol. 12, 1892,  pp. 280-285.
- (FR) De l'origine hépatique de certains délires des alcooliques, in Annales médico-psychologiques, n. 20, 1894,  pp. 262-272.
- (FR) Les paralysies générales progressives, in Elsevier Masson, Parigi, 1898.
- (FR) Classification biologique des névroses, Paris, la Semaine médicale, 1909.
- (FR) Les fiancés d'Alexandrie, Parigi, 1933.
- (FR) La médecine grecque dans ses rapports avec la philosophie, Le François, Parigi, 1937.